# Neuropeltis racemosa
Neuropeltis racemosa är en vindeväxtart som beskrevs av Wallich in Roxburgh. Neuropeltis racemosa ingår i släktet Neuropeltis och familjen vindeväxter. Inga underarter finns listade i Catalogue of Life.